# Dorothea Haupt
Dorothea Haupt (* 18. Februar 1929 in Rheinhausen; † 6. Juni 2022 in Berlin) war eine deutsche Architektin. Zusammen mit Peter Haupt und Ernst Jung plante sie zur Bundesgartenschau 1967 die denkmalgeschützte Wohnsiedlung „Im Eichbäumle“ in Karlsruhe.

## Leben und Ausbildung

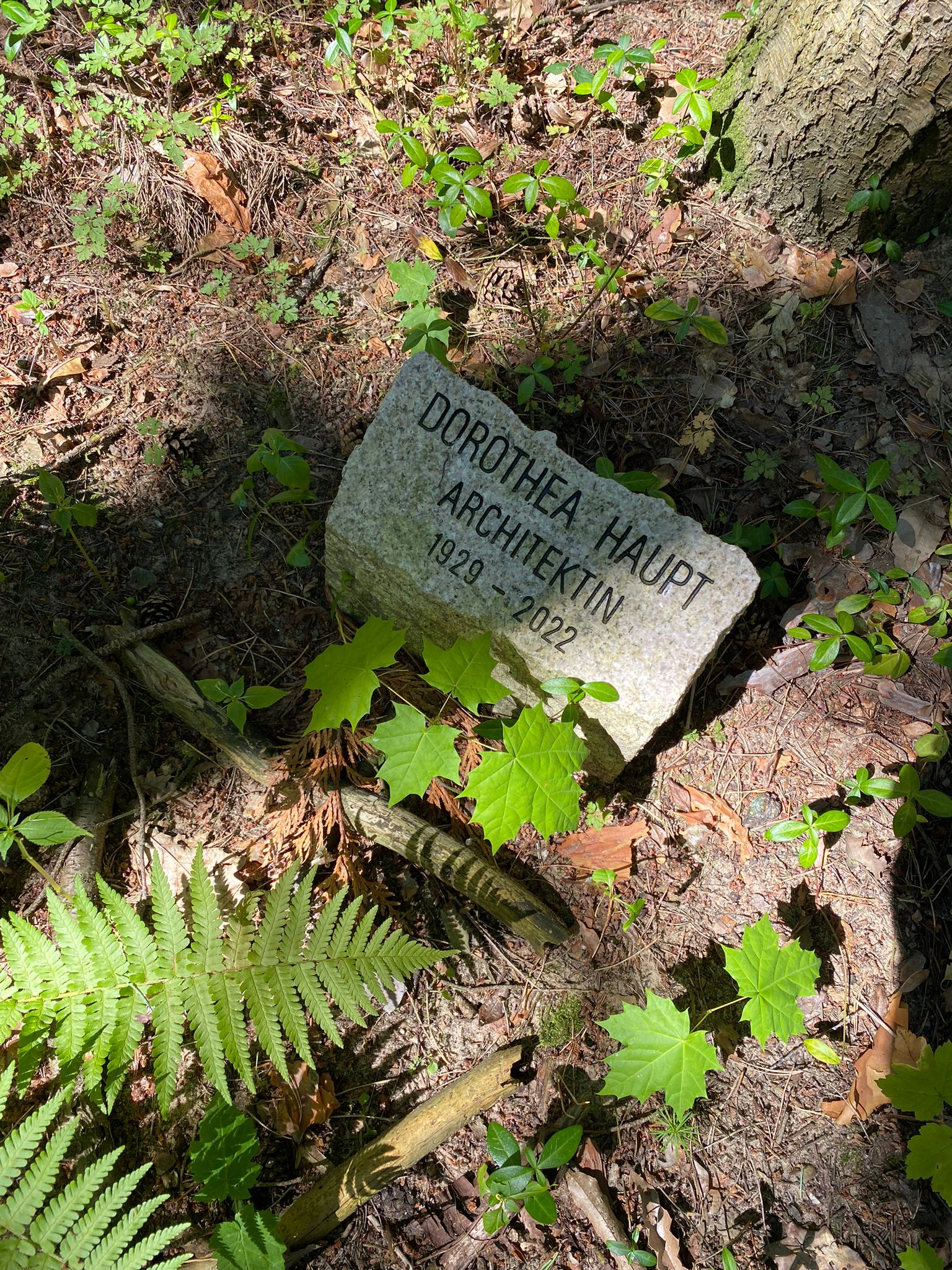
Grabstein auf dem Südwestkirchhof Stahnsdorf

Sie studierte an der ETH Zürich und machte ihr Diplom des Studienganges Architektur im März 1954 an der Technischen Universität Karlsruhe bei Professor Eiermann.
Kurz nach ihrem Abschluss heiratete sie am 10. Juni 1954 Peter Haupt, der zu dieser Zeit Partner im Büro seines Vaters, Otto Haupt, war. Zusammen verbrachten sie 16 Monate in den USA. Sie kamen im Januar 1955 in New York an, wo sie das erste Semester in Harvard/MIT und das zweite in Berkeley, Kalifornien, verbrachten. Eine Verlängerung von vier Monaten, um ein zweites Semester am MIT zu verbringen, wurde gewährt. Sie kehrten im April 1956 wieder nach Deutschland zurück. Während des USA-Aufenthaltes half Dorothea Haupt bei der Ausarbeitung von Peters Fellowship Report, welcher sich dem Problem der Industrialisierung und Mechanisierung und deren Einfluss auf die zeitgenössische Architektur widmete.
Von 1957 bis 1965 leitete sie, zusammen mit Otto und Peter Haupt, ein eigenes Büro in Karlsruhe. 1966 starb Otto Haupt und Peter Haupt wurde an die Technische Universität in Berlin als Professor berufen. In den Anfangsmonaten dieses Wechsels leitete Dorothea Haupt das Büro in Karlsruhe allein. Ab 1967 verlagerte sich das Büro nach Berlin.
Dorothea Haupt war Mitglied des Deutschen Werkbundes und des Bundes Deutscher Architekten (BDA), für welchen sie in der zwölften Ausgabe 1975 des BDA-Organs „Der Architekt“ einen Artikel über Egon Eiermanns letztes Bauwerk, das Verwaltungs- und Ausbildungszentrum der Deutschen Olivetti in Frankfurt, verfasste.
Ihre letzte Ruhestätte fand Dorothea Haupt auf dem Südwestkirchhof Stahnsdorf.

## Bauwerke (Auswahl)

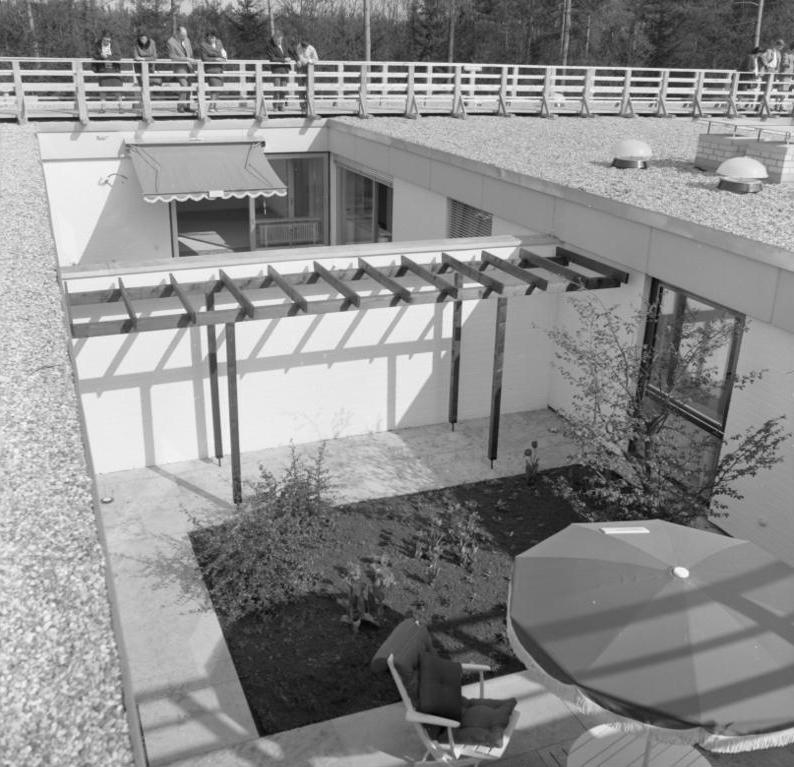
Gartenhofhäuser während der Bundesgartenschau (1967)

### Im Eichbäumle (1965–1967)
Zur Bundesgartenschau 1967 als Ausstellungsobjekt in Karlsruhe-Waldstadt als Mustersiedlung gebaut, besteht die Siedlung „Im Eichbäumle“ aus 19 Einfamilienhäusern. Planungsziel war, die Wohnqualität freistehender Einfamilienhäusern mit wesentlich geringerem Flächenverbrauch und niedrigeren Kosten zu erreichen. Es wurde ein autofreies Konzept entwickelt. Die Bebauung setze sich aus vier aneinandergereihten Haustypen zusammen: Die Häusertypen „A“ und „C“ wurden von Peter Haupt, „B“ von Ernst Jung – Schüler von Sep Ruf und Egon Eiermann sowie Assistent bei Otto Haupt an der TH Karlsruhe zwischen 1958 und 1961 – und „D“ von Dorothea Haupt entworfen. So entstanden individuell gestaltete, gerasterte Wohnmöglichkeiten auf geringer Grundfläche mit einem gemeinsamen Materialkonzept und dem Flachdach als oberen Abschluss des Hauses. Die Wohnsiedlung ist ein Kulturdenkmal, spätestens seit 2002, nach einem Rechtsstreit bezüglich einer verweigerten Aufstockung eines der Häuser. Begründung der Unterschutzstellung war die Qualität der Wohnanlage in „der gelungenen Konzeption der vier Haustypen und ihrer klugen räumlichen Disposition, die Rhythmus, Wege, Höhenstaffelungen und behagliche Platzbildungen ermöglichte. Als wichtiger architektonischer Prototyp ist die Siedlung ein Kulturdenkmal aus baugeschichtlichen, künstlerischen und heimatgeschichtlichen Gründen.“ Im Herbst 2019 wurde das Projekt im Rahmen der Ausstellung „Kulturdenkmale in Karlsruhe von 1950 bis 2000“ im Architekturschaufenster Karlsruhe gezeigt.

### Neidenburger Str. 15 (1965)
In der Karlsruher Waldstadt errichteten Dorothea und Peter Haupt 1965 ein Wohnhaus, dessen Denkmaleigenschaft geprüft wird (Stand 2022).

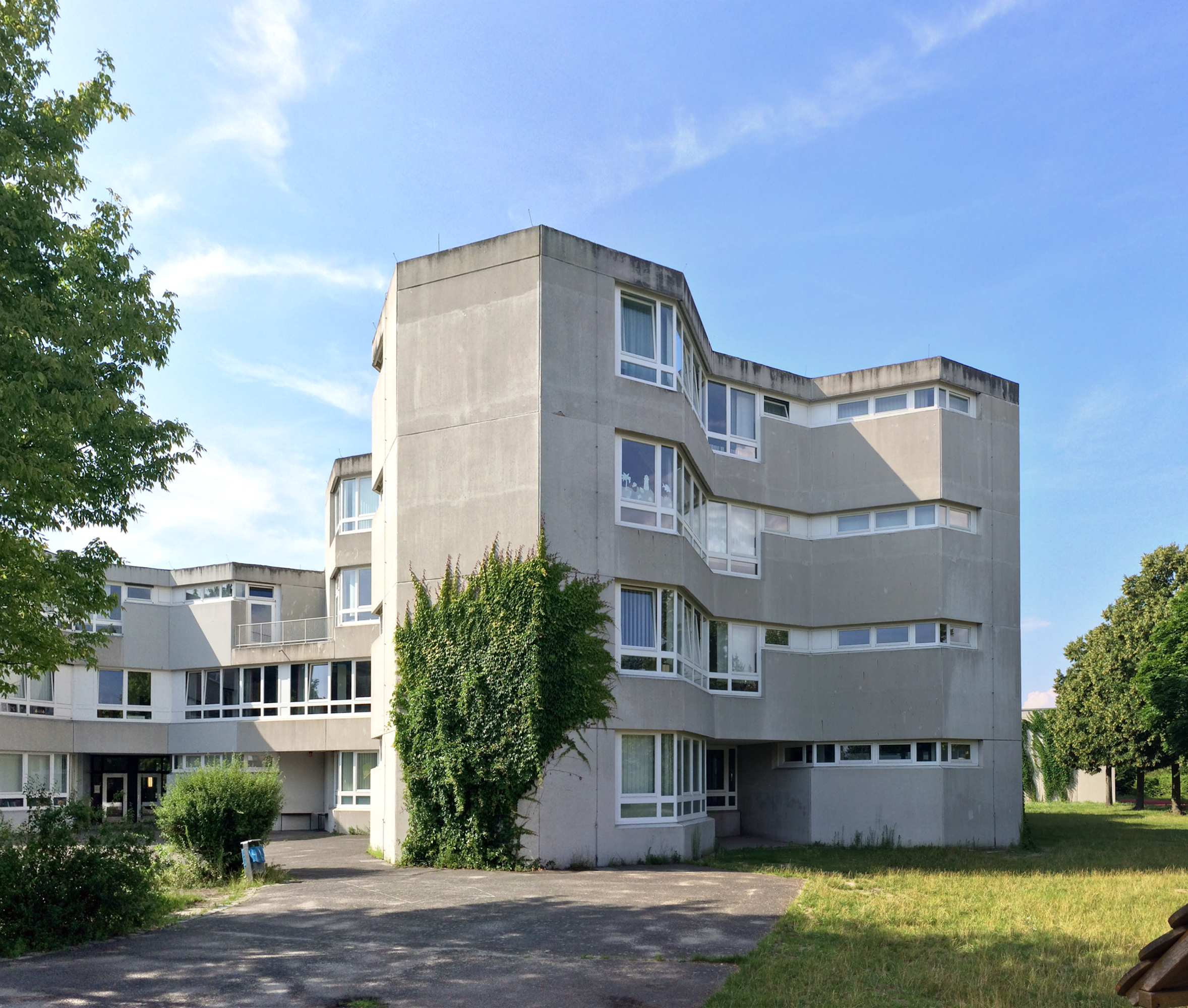
Reinecke-Fuchs-Grundschule, Reinickendorf (2017)

### Schule der Gartenfreunde Berlin-Reinickendorf (1970–1972)
Gestufte Achtecktürme um einen Innenhof im Stil des Brutalismus bilden das Grundkonstrukt der Reineke-Fuchs-Grundschule in Berlin, entworfen von den Architekten Haupt. Diese Form gab dem Gebäude den Spitznamen „Café Achteck“ und galt durch ihre Originalität zu seiner Zeit als hochmodern. Das Gebäude wird als Teil des Projektes „SOSBrutalism“ des Deutschen Architekturmuseums sowie der Wüstenrot Stiftung online präsentiert.

### Haus auf Ios (1973)
1973 begab sich Dorothea nach Ios, eine griechische Insel in den Kykladen, wo sich das Paar 1972 ein altes Haus gekauft hatte, um es herzurichten. Eine Treppe, welche der äußeren Form eines Seeohrs (haliotis lamellosa) folgt, erschließt das schlicht gehaltene Gebäude mit Schlitzfenstern, die die Fassade unterteilen.

### Sky Villa (1970er)
Im Anschluss realisierte das Paar ein weiteres Haus auf Ios. Es wurde auf steilem Grundstück mit Fernsicht auf die Küste und das Meer errichtet. Sowohl die Bauherren als auch die Architekten legten Wert darauf, das Haus in die bestehende Landschaft einzubinden und das Gelände nicht dem Bau unterzuordnen. Das Volumen des Hauses wird durch gestaffelte Baukörper und Terrassen bestimmt. Heute beherbergt es zwei großzügige Ferienwohnungen.

### Abteilungsbibliothek MNL (1978–1982)
Die Abteilungsbibliothek für Medizin, Naturwissenschaften und Landbau (MNL) in Bonn der Architekten Haupt besteht aus einem dreigeschossigen, rechteckigen Verwaltungstrakt, der so in einen achteckigen Büchereitrakt versetzt ist, dass er keine vollständige Ausbildung des Achteckes zulässt und stattdessen ein sich anschließendes unregelmäßiges Sechseck bildet. Die technische Infrastruktur des Gebäudes wird als monumentales, spielerisches Designelement verwendet, welches von der grünen Metallfassade ergänzt wird. Der Lesebereich ist als Großraum organisiert. Er verfügt über einen hohen Präsenzanteil sowie Arbeitsplätze. Im Katalog- und Magazinbereich ist eine weitestgehend eigenständige Nutzung durch die Studierenden möglich. Die Architekten Dorothea und Peter Haupt ließen sich beim Entwurfskonzept von Vorbildern in den USA leiten.

### Villa Linde (1982)
Für den Umbau und die Gestaltung des Wissenschaftskollegs zu Berlin wurde 1982 Dorothea Haupt mit dem Innenausbau beauftragt. Gemeinsam mit der Frau des Gründungsrektors Peter Wapnewski einigten sie sich auf Rosa als Leitfarbe des Hauses.